# 康得新财务造假案
康得新财务造假案，是由康得新复合材料集团股份有限公司违反《中华人民共和国证券法》规定，从事发布虚假财务报表，虚增营业收入、营业成本及净利润，控股股东挪用资金等证券虚假陈述行为引发的一系列事件。

## 历史
2019年1月，康得新发行的短期融资券“18康得新SCP001”、“18康得新SCP002”分别出现实质性违约。以此事件为引子，该公司被先后发现涉嫌连续四年财务造假、大股东挪用资金等证券虚假陈述行为，陷入债务危机，公司股票被停牌，面临监管处罚及强制退市。
2021年3月12日，中国证监会发布答记者问。证监会新闻发言人称，康得新北京银行账户上的122亿元人民币存款实际上是配合财务造假、便于完成虚假销售收入回款，“未有证据证明大股东单方面占用康得新资金”。就有人质疑证监会调查结论一事，证监会新闻发言人称“个别别有用心的人利用微信公众号、微博等大量散布不实有害信息，恶意造谣诽谤，抹黑监管政策和稽查执法，攻击退市制度改革，甚至对监管部门的领导和工作人员进行人身攻击、诬告陷害，妄图混淆视听、误导公众、扰乱市场正常秩序”。证监会新闻发言人还称，该会将积极支持康得新投资者通过单独诉讼、共同诉讼、申请适用示范判决机制、普通代表人诉讼及特别代表人诉讼等司法途径维护自身合法权益，并将进一步推进建立常态化退市机制。